# Casar de Cáceres
Casar de Cáceres là một đô thị trong tỉnh Cáceres, Extremadura, Tây Ban Nha. Theo điều tra dân số 2005 (INE), đô thị này có dân số là 4848 người.

## Dân số
| Năm    | 1552 | 1572 | 1579 | 1587 | 1590 | 1591 | 1612 | 1639 | 1646 | 1666 | 1709 | 1714 | 1717 | 1756 | 1759 | 1771 |
| ------ | ---- | ---- | ---- | ---- | ---- | ---- | ---- | ---- | ---- | ---- | ---- | ---- | ---- | ---- | ---- | ---- |
| Dân số | 788  | 800  | 831  | 900  | 1000 | 890  | 800  | 713  | 646  | 355  | 536  | 405  | 405  | 872  | 931  | 901  |
| Năm    | 1787 | 1791 | 1794 | 1813 | 1814 | 1830 | 1897 | 1900 | 1905 | 1910 | 1911 | 1917 | 1918 | 1920 | 1921 | 1930 |
| Dân số | 3636 | 1200 | 1100 | 1034 | 3458 | 1100 | 4445 | 4291 | 4532 | 4309 | 4309 | 4647 | 4203 | 4226 | 4226 | 4750 |
| Năm    | 1935 | 1940 | 1950 | 1960 | 1962 | 1970 | 1981 | 1986 | 1996 | 1998 | 2000 | 2001 | 2002 | 2003 | 2004 | 2005 |
| Dân số | 4964 | 4777 | 4942 | 4560 | 6050 | 3773 | 3679 | 4035 | 4751 | 4786 | 4716 | 4738 | 4757 | 4718 | 4707 | 4848 |

39°33′B 6°25′T / 39,55°B 6,417°T